# Helena Pasierbska
Helena Pasierbska-Wojtowicz z domu Stempkowska, ps. „Nawoja” (ur. 15 grudnia 1921 w Wilnie, zm. 12 marca 2010 w Gdańsku) – polska pisarka, nauczycielka i dziennikarka, działaczka społeczna na rzecz upamiętnienia ofiar Zbrodni Ponarskiej. 
Córka Kazimierza Stempkowskiego (zm. 1937) i Justyny z domu Danilewicz (1878–1974). Po ukończeniu w 1938 r. Gimnazjum Panien Benedyktynek w Wilnie rozpoczęła naukę w liceum administracyjno-handlowym. Wstąpiła do Związku Harcerstwa Polskiego. W czasie okupacji niemieckiej była łączniczką o ps. „Nawoja” w szeregach Związku Walki Zbrojnej-Armii Krajowej. 12 maja 1942 aresztowana przez Gestapo, więziona na wileńskich Łukiszkach, następnie zwolniona. W 1944 jako sanitariuszka brała udział w Operacji „Ostra Brama”. W 1946 ekspatriowana do Gdyni, gdzie zamieszkała u swego stryja, pilota Adolfa Stempkowskiego (1893–1983). W 1949 zamieszkała na stałe w Gdańsku. Pracowała najpierw w gdyńskim Przedsiębiorstwie Połowów Dalekomorskich „Dalmor”, a po ukończeniu w 1972 studiów polonistycznych w Wyższej Szkole Pedagogicznej (przekształconej w Uniwersytet Gdański) podjęła pracę jako nauczycielka języka polskiego w IX Liceum Ogólnokształcącym i Zespole Szkól Mechanicznych przy ul. Sobieskiego w Gdańsku. Od 1980 r. współpracowała z NSZZ „Solidarność” i NSZZ  Rolników Indywidualnych„Solidarność”. W latach 80. była inwigilowana przez Służbę Bezpieczeństwa. 
Po przejściu na emeryturę rozpoczęła działalność społeczną na rzecz upamiętnienia ofiar zbrodni w Ponarach koło Wilna, dokonanych przez Niemców i Litwinów. W 1994 założyła Stowarzyszenie Rodzina Ponarska w Gdańsku, którego do 2010 r. była prezesem. Po jej kierownictwem Stowarzyszenie doprowadziło do wmurowania w kilku polskich kościołach ponarskich tablic pamiątkowych, oraz do odsłonięcia w 1997 r. na warszawskich Powązkach Krzyża Ponarskiego, wzorowanego na Krzyżu Katyńskim. Prowadziła też liczne prelekcje i spotkania, w tym też dla młodzieży, oraz publikowała artykuły o Zbrodni Ponarskiej.  W wyniku jej petycji, skierowanej do Rady Ochrony Pamięci Walk i Męczeństwa, powstała w Ponarach Kwatera Polska, którą oficjalnie otwarto 22 października 2000 r. Stale także współpracowała z Główną Komisją Badania Zbrodni Przeciw Narodowi Polskiemu IPN. Była też prezesem Towarzystwa Opieki nad Majdankiem i członkiem Stowarzyszenia Dziennikarzy Polskich.

## Twórczość
- Ponary. Wileńska golgota (1993)[3],
- Ponary. Największe miejsce kaźni koło Wilna (1941–1944) (1993)[4],
- Wileńskie Łukiszki na tle wydarzeń lat wojny 1939–1944 (2003)[5],
- Ponary i inne miejsca męczeństwa Polaków z Wileńszczyzny w latach 1941–1944 (2005)[6].

## Odznaczenia i nagrody[7]
- Krzyż Kawalerski Orderu Odrodzenia Polski,
- Honorowe członkostwo Związku Polaków na Litwie,
- Medal Komisji Edukacji Narodowej,
- Krzyż Armii Krajowej (Londyn 1975),
- Złoty Medal „Opiekun Miejsc Pamięci Narodowej” (1993),
- Medal „Polonia Mater Nostra Est” (2004),
- Odznaka „Za zasługi dla Gdańska”,
- Odznaka honorowa „Zasłużonym Ziemi Gdańskiej”.

## Życie prywatne
Dwukrotnie zamężna. Po raz pierwszy w 1949 r. z Marianem Pasierbskim (1919-1992), inżynierem, żołnierzem AK, więźniem obozu koncentracyjnego na Majdanku. Po raz drugi w 1995 ze Stanisławem Wojtowicz-Pragą. Matka Andrzeja i Marka. Pochowana (z pierwszym mężem) na gdańskim cmentarzu Srebrzysko. 